# North Canberra kerület

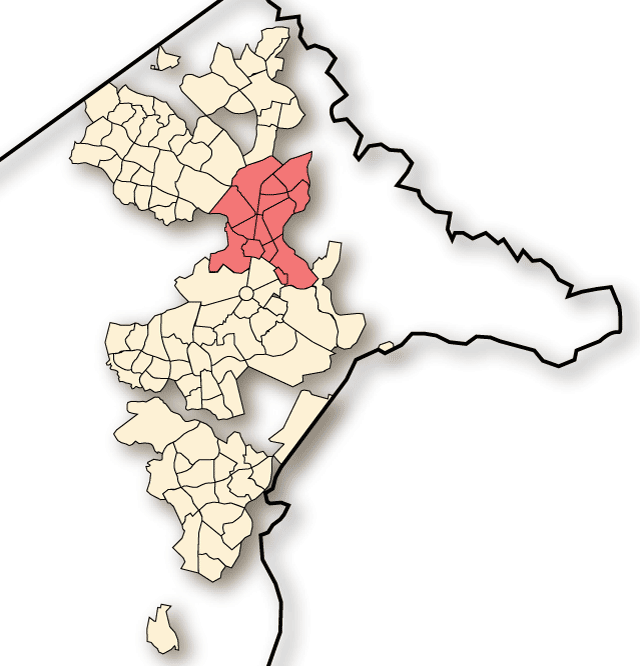
North Canberra elhelyezkedése a térképen

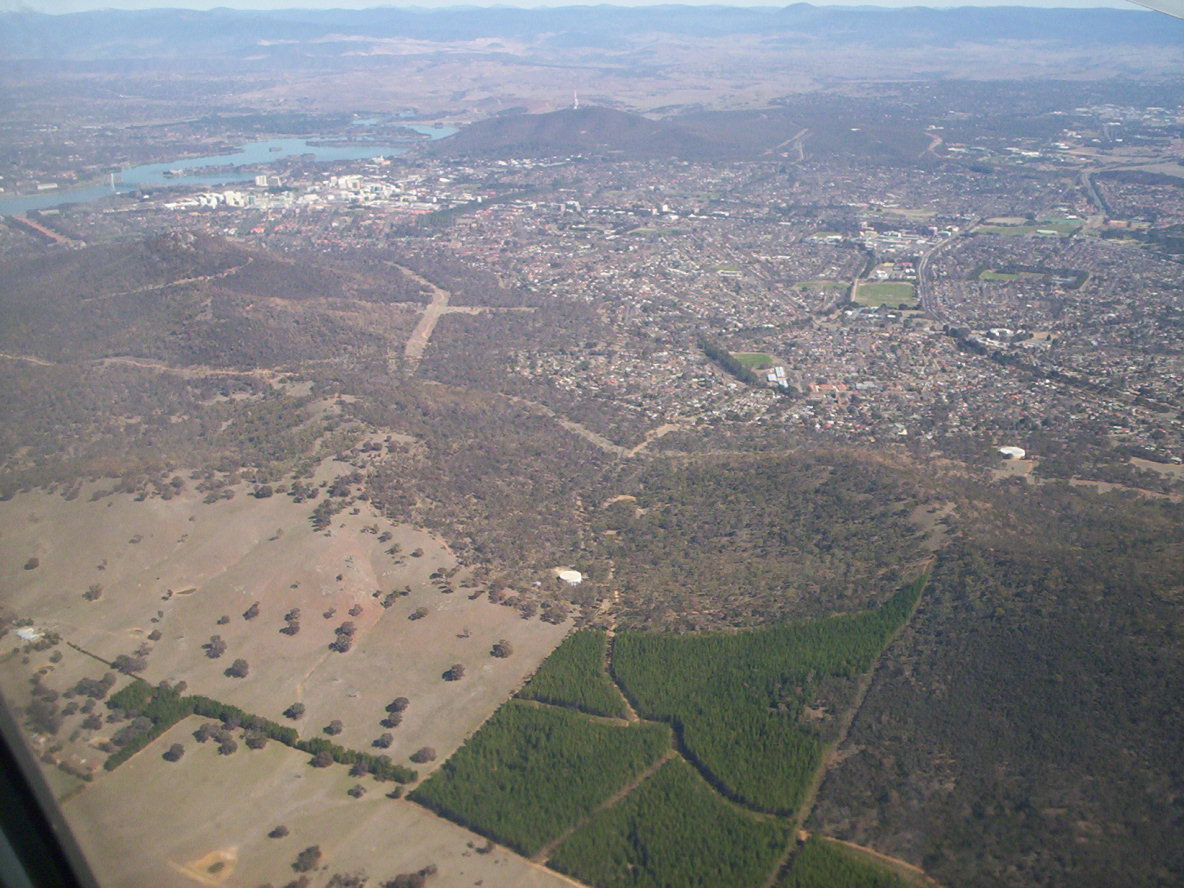
North Canberra légifotója kelet felől

North Canberra kerület az ausztrál főváros, Canberra egyik kerülete. North Canberra 14 külvárosból, 19115 lakóházból és az Ausztráliai fővárosi terület 324034 lakója közül 42113 itt talált otthont magának. (2006 Census). A főváros régebben épült lakóépületei közül számos itt található.
North Canberra kerület a főváros központjától észak-északkeleti irányban helyezkedik el a Burley Griffin tótól északra, a Mount Majura hegytől nyugatra és a Mount Ainslie hegytől délre. Északról a Barton Highway és a Federal Highway határolja.
A kerület Canberra egyik legrégebbi városrésze, amely még Walter Burley Griffin tervei alapján épült fel.

## Fontosabb helyek
- A City a főváros legfőbb bevásárló és üzleti negyede.
- Russelben található az Ausztrál Védelmi Erők főhadiszállása.
- Az Ausztrál Nemzeti Egyetem campusa Actonban található és az Ausztrál Védelmi Erők Akadémiája, valamint a Duntroon Királyi Katonai Főiskola Campbell külvárosában helyezkedik el.
- Az Ausztrál Háborús Emlékmű szintén Campbellben található.

## Fordítás
Ez a szócikk részben vagy egészben  a   North Canberra című angol Wikipédia-szócikk ezen változatának fordításán alapul.  Az eredeti cikk szerkesztőit annak laptörténete sorolja fel. Ez a jelzés csupán a megfogalmazás eredetét és a szerzői jogokat jelzi, nem szolgál a cikkben szereplő információk forrásmegjelöléseként.